# Mad Max (gra komputerowa 2015)
Mad Max – postapokaliptyczna trzecioosobowa komputerowa gra akcji, w której głównym celem rozgrywki jest walka z wykorzystaniem pojazdów. Osadzona została w otwartym świecie wykreowanym na potrzeby serii filmów Mad Max. Producentem jest Avalanche Studios. Gra została wydana 1 września 2015 w Stanach Zjednoczonych i Europie oraz 2 września 2015 roku w Australii na platformy Microsoft Windows, Linux, PlayStation 4 i Xbox One przez Warner Bros. Interactive Entertainment.

## Fabuła
Historia osadzona jest na postapokaliptycznych pustkowiach, pełnych kanionów, jaskiń i pustyń – w świecie wykreowanym w serii filmowej Mad Max, przed wydarzeniami z filmu Mad Max: Na drodze gniewu. Fabuła gry jest niezależna i nie była planowana jako powiązana z filmami z serii. Głównym bohaterem gry jest Max Rockatansky, który samotnie przemierza dystopijną Australię. Jego głównym  przeciwnikiem staje się Scrotus, który wraz ze swoim gangiem kradnie samochód Maksa zwany Interceptorem i pozostawia bohatera na pustyni. Celem gry jest także zbudowanie supersamochodu nazywanego Magnum Opus. Inspirację twórcy czerpali nie tyle z filmów, co z samego uniwersum Mad Maxa. Autorzy zapowiadają, że fabuła w grze będzie bardziej „dojrzała” niż w innych produkcjach Avalanche, takich jak chociażby seria Just Cause.

## Rozgrywka
Mad Max ma kłaść silny nacisk na walkę w samochodach, jako że około 60% gry wymaga od gracza prowadzenia pojazdu w celu pokonywania wrogów. Dostępne będzie również modyfikowanie samochodów. Twórcy określili produkcję gry jako „wyzwanie”, ponieważ nigdy wcześniej nie tworzyli gry opierającej się na walce w samochodach.

## Produkcja
Zapowiedziana na targach Electronic Entertainment Expo 2013 gra w procesie produkcji została przemodelowana, porzucono również wersje na konsole PlayStation 3 i Xbox 360 ze względu na ich ograniczoną architekturę. Pierwotnie miała ukazać się w 2014 roku, przesunięta została jednak na 2015, będąc jedną z czterech produkcji „najlepszego roku” Avalanche Studios od momentu jego założenia w 2003 roku. Podczas gdy Mad Max tworzony jest w Szwecji, rodzimym kraju założyciela studia, ich druga oczekiwana gra – Just Cause 3 – produkowana jest przez nowojorską filię.